# Il gonzo e lo stono
Il gonzo e lo stono è una serie a fumetti svizzera realizzata da Christian Demarta e pubblicata dal 2004 senza regolarità sul quindicinale satirico Il diavolo. I due personaggi protagonisti della serie sono stati utilizzati anche per delle campagne di prevenzione dell'associazione contro le dipendenze Radix Svizzera italiana. Attorno a questi personaggi sono state realizzate diverse iniziative di marketing: adesivi, magliette, cartoline.

## Storia editoriale
La serie è pubblicata dal 2004 senza regolarità sul quindicinale satirico Il diavolo. Nell'estate del 2006 è uscito un numero speciale de il Diavolo intitolato "Il Gonzo e lo Stono nel Paese delle Meraviglie" completamente dedicato ai due personaggi, che in una quindicina di tavole hanno rivisitato il racconto di Alice nel paese delle meraviglie. La sceneggiatura dell'episodio è di Sergio Savoia. La pubblicazione delle tavole ha subito una pausa per cause non note per alcuni mesi, fino a maggio 2008. Durante l'estate 2007 è stato dedicato un numero speciale monografico de il Diavolo a questi personaggi.

## Personaggi
"Il gonzo" e "lo stono" sono i personaggi protagonisti della serie. Sono due fagioli antropomorfi che commentano in maniera ironica l'attualità sociale e politica con particolare riferimento al canton Ticino e alla Svizzera.
Il gonzo è il più longilineo dei due, ha qualche capello in testa ed indugia in pratiche di meditazione trascendentale. Funge da "coscienza" al Lo Stono, riportandolo alla realtà e in parte contrastando le imprese assurde dell'amico.
Lo stono prende il nome da un modo di dire gergale che definisce lo stato di alterazione causato dal fumo di cannabis, La sua forma ricorda quella di una patata, con due grandi occhi con le palpebre semichiuse per l'abuso di sostanze stupefacenti. I suoi principali interessi riguardano la coltivazione e il consumo di varie droghe psichedeliche, le avventure della serie vertono spesso su questo tema.

## Trama
I due protagonisti nel corso delle vicende interagiscono con altri personaggi, a volte frutto di fantasia, a volte caricature di persone veramente esistenti. Ad epilogo di quasi ogni tavola vi è l'incontro con un personaggio anonimo ma ricorrente che rappresenta la caricatura del presidente del Partito Socialista Ticinese Manuele Bertoli, infatti nelle tavole sono utilizzati gli stereotipi di Bertoli, quali la capigliatura e lo strabismo. Solitamente la gag comica finale riguarda la condizione di non vedente di quest'ultimo.